# Группа Вейля
Группа Вейля — группа, порождённая отражениями в гиперплоскостях, ортогональных к корням корневой системы группы Ли,
алгебры Ли или других алгебраических объектов.
Названа в честь Германа Вейля.

## Связанные определения

Шесть камер Вейля корневой системы A_{2}.

- Гиперплоскости, ортогональные корням корневой системы, режут Евклидово пространство на конечное число открытых областей, называемых камерами Вейля.
- Для группы Ли {\displaystyle G}, удовлетворяющей определенным условиям (например, для связной компактной группы), и произвольного тора {\displaystyle T<G} (не обязательно максимального) можно определить группу Вейля как фактор нормализатора тора {\displaystyle N(T)} по его централизатору {\displaystyle Z(T)},
{\displaystyle W(T,G)=N(T)/Z(T).}

Группа {\displaystyle W(T,G)} конечна, поскольку '{\displaystyle Z(T)} имеет конечный индекс в {\displaystyle N(T)}. 
- При этом, если {\displaystyle T=T_{0}} — максимальный тор (и значит {\displaystyle Z(T_{0})=T_{0}}), то полученная факторгруппа {\displaystyle W(T_{0},G)=N(T_{0})/Z(T_{0})} называется группой Вейля {\displaystyle G}, и обозначается {\displaystyle W(G)}.

- Хотя эта конструкция зависит от выбора максимального тора, все полученные таким образом группы изоморфны.
- Если {\displaystyle G} - компактная и связная группа Ли, то её группа Вейля изоморфна группе Вейля её алгебры Ли.

## Свойства
- Группа Вейля действует перестановками на камерах Вейля, это действие свободное и транзитивное. 
  - В частности, число камер Вейля равно порядку группы Вейля.

- Группы Вейля являются конечными группами Коксетера. Это позволяет им быть классифицированными диаграммами Кокстера — Дынкина.

## Примеры
- Группа Вейля алгебры Ли {\displaystyle {\mathfrak {sl}}_{n}} является симметрической группой на n элементах, {\displaystyle S_{n}}. Её действие можно описать следующим образом. Если {\displaystyle {\mathfrak {h}}} — подалгебра Картана всех диагональных матриц с нулевым следом, то {\displaystyle S_{n}} действует на {\displaystyle {\mathfrak {h}}} перестановкой диагональных элементов перестановки матриц. Это действие индуцирует действие на двойственном пространстве {\displaystyle {\mathfrak {h}}^{\ast }}, которое собственно и является действием группы Вейля.

- Для общей линейной группы GL максимальный тор образован подгруппой D обратимых диагональных матриц. Нормализатор подгруппы D является группой обобщенных матриц перестановок (матриц типа матриц перестановок, но с любыми ненулевыми числами, вместо единиц). Группа Вейля является симметрической группой. В этом случае отображение N → N/T расщепляется, поэтому нормализатор N является полупрямым произведением тора и группы Вейля и значит группа Вейля может быть идентифицирована с подгруппе G. 
  - В общем это не всегда так – частное не всегда расщепляется, нормализатор N не всегда полупрямое произведение и группа Вейля не всегда реализуется как подгруппа G.